# 玉龙街道 (阜新市)
北苑街道，是中华人民共和国辽宁省阜新市细河区下辖的一个乡镇级行政单位。

## 行政区划
北苑街道下辖以下地区：
园东社区、园西社区、园中社区、安居社区、园北社区和兴工社区。